# محمد الناصر شوشان
محمد الناصر شوشان (انگلیسی: Mohamed Al-Naceur Chouchane؛ زادهٔ ۳ مهٔ ۱۹۵۵) بازیکن فوتبال است.
وی همچنین در تیم ملی فوتبال تونس بازی کرده‌است.